# 세포 접착 분자
세포 접착 분자(細胞接着分子, 영어: cell adhesion molecule, CAM)는 세포 접착이라 불리는 과정에서 세포가 다른 세포 또는 세포 외 기질(ECM)과 결합하는 데 관여하는 세포 표면 단백질의 하위 집합이다. 접착 분자(接着分子), 세포 부착 분자(細胞附着分子), 부착 분자(附着分子)라고도 한다. 본질적으로 세포 접착 분자는 세포가 서로 접착하고 주변 환경에 접착하도록 도와준다. 세포 접착 분자는 조직 구조와 기능을 유지하는 데 중요한 구성 요소이다. 완전히 발달한 동물에서 이러한 분자는 힘과 움직임을 생성하고 결과적으로 기관이 기능을 정상적으로 수행할 수 있도록 보장하는 데 필수적인 역할을 한다. 세포 접착 분자는 "분자 접착제" 역할 외에도 생장, 접촉 억제 및 세포자멸사의 세포 메커니즘에서 중요한 역할을 한다. 세포 접착 분자의 비정상적인 발현은 동상에서 암에 이르기까지 광범위한 병리를 유발할 수 있다.

## 구조
세포 접착 분자는 일반적으로 단일 통과 막관통 수용체이며 3개의 보존된 도메인(세포골격과 상호작용하는 세포 내 도메인, 막관통 도메인, 세포 외 도메인)으로 구성된다. 이들 단백질은 여러 가지 다른 방식으로 상호작용할 수 있다. 첫 번째 방법은 세포 접착 분자가 동일한 세포 접착 분자와 결합하는 동종친화성 결합(homophilic binding)을 이용하는 것이다. 이들은 또한 이종친화성 결합(heterophilic binding)이 가능하다. 즉, 한 세포의 세포 접착 분자가 다른 세포의 다른 세포 접착 분자와 결합한다.

## 세포 접착 분자의 패밀리
세포 접착 분자에는 4개의 주요 슈퍼패밀리 또는 부류(면역글로불린 슈퍼패밀리 세포 접착 분자(IgSF CAM), 카드헤린, 인테그린, C형 렉틴 유사 도메인 단백질 슈퍼패밀리(CTLD)가 있다. 프로테오글리칸도 또한 세포 접착 분자의 한 종류로 간주된다.
한 가지 분류 체계는 칼슘 비의존적 세포 접착 분자와 칼슘 의존적 세포 접착 분자의 구별을 포함한다. 면역글로불린 슈퍼패밀리 세포 접착 분자(IgSF CAM)은 Ca2+에 의존하지 않는 반면 인테그린, 카드헤린, 셀렉틴은 Ca2+에 의존한다. 또한 인테그린은 세포-기질 상호작용에 참여하는 반면, 다른 세포 접착 분자 패밀리는 세포-세포 상호작용에 참여한다.

### 칼슘 비의존적

#### 면역글로불린 슈퍼패밀리 세포 접착 분자 (IgSF CAM)
면역글로불린 슈퍼패밀리 세포 접착 분자(IgSF CAM)는 가장 다양한 세포 접착 분자(CAM) 슈퍼패밀리로 간주된다. 이 패밀리는 면역글로불린 유사 도메인을 포함하는 세포 외 도메인을 특징으로 한다. 면역글로불린 도메인 뒤에는 피브로넥틴 III형 도메인 반복이 오고 IgSF는 GPI 부분에 의해 막에 고정된다. 글리코실포스파티딜이노시톨(GPI) 부분에 의해 막에 고정된다. 이 패밀리는 동종친화성 결합(homophilic binding) 또는 이종친화성 결합(heterophilic binding) 모두에 관여하며 인테그린 또는 다른 IgSF CAM에 결합하는 능력을 가지고 있다.

### 칼슘 의존적

#### 인테그린
세포 외 기질(ECM) 내 주요 수용체 중 하나인 인테그린은 콜라겐, 피브리노겐, 피브로넥틴 및 비트로넥틴과 세포-세포 외 기질 상호작용을 중재한다. 인테그린은 세포자멸사, 세포 분화, 생존 및 전사와 같은 세포 행동에서 역할을 할 수 있는 세포 외 환경과 세포 내 신호전달 경로 사이에 필수적인 연결을 제공한다.
인테그린은 α 소단위체 및 β 소단위체로 구성되는 이종이량체이다. 현재 18가지의 α 소단위체와 8가지의 β 소단위체가 조합되어 24가지의 서로 다른 인테그린 조합을 구성한다. α 소단위체 및 β 소단위체 각각에는 큰 세포 외 도메인, 막관통 도메인, 짧은 세포질 도메인이 있다. 세포 외 도메인은 리간드가 2가 양이온을 사용하여 결합하는 곳이다. 인테그린은 세포 외 도메인에 여러 개의 2가 양이온 결합 부위를 포함한다. 인테그린 양이온 결합 부위는 Ca2+ 또는 Mn2+ 이온이 차지할 수 있다. 양이온은 인테그린이 비활성 구부러진 입체구조에서 활성 확장 입체구조로 전환하는데 필요하지만 충분하지는 않다. 인테그린이 확장된 구조와 수반되는 활성화를 달성하려면 인테그린에 대한 세포 외 기질(ECM) 리간드와의 직접적인 물리적 결합과 함께 다중 양이온 결합 부위에 결합된 양이온의 존재가 모두 필요하다. 따라서 세포 외 Ca2+ 이온의 증가는 인테그린 이종이량체를 프라이밍하는 역할을 할 수 있다. 세포 내 Ca2+의 방출은 인테그린 내부 활성화에 중요한 것으로 나타났다. 그러나 세포 외 Ca2+ 결합은 인테그린의 종류와 양이온의 농도에 따라 다른 효과를 발휘할 수 있다. 인테그린은 입체구조를 변화시켜 신체 내 활성을 조절한다. 대부분은 낮은 친화력을 갖는 휴지 상태로 존재하며, 이는 인테그린 내 입체구조적 변화를 유발하여 친화력을 증가시키는 외부 작용제를 통해 높은 친화력을 가지는 상태로 변경될 수 있다.
이에 대한 예로는 혈소판의 응집이 있다. 트롬빈이나 콜라겐과 같은 작용제는 인테그린을 높은 친화력을 갖는 상태로 유도하여 피브리노겐 결합을 증가시켜 혈소판의 응집을 유발한다.

#### 카드헤린
카드헤린은 동종친화성 Ca2+ 의존성 당단백질이다. 고전적인 카드헤린(E-카드헤린, N-카드헤린, P-카드헤린)은 접착 연접에 집중되어 있으며, 이는 카테닌이라는 특정 연결 단백질을 통해 액틴 필라멘트 네트워크에 연결된다.
카드헤린은 배아의 발생 과정에서 주목할 만하다. 예를 들어 카드헤린은 내배엽, 중배엽, 외배엽 형성을 위한 낭배 형성에 중요하다. 카드헤린은 또한 신경계 발생에 크게 기여한다. 카드헤린의 뚜렷한 시간적, 공간적 위치는 이들 분자가 시냅스 안정화 과정에서 주요 역할을 한다는 것을 의미한다. 각 카드헤린은 칼슘에 의해 세심하게 제어되는 독특한 조직 분포 패턴을 나타낸다. 카드헤린의 다양한 패밀리로는 E-카드헤린(상피), P-카드헤린(태반), N-카드헤린(뉴런), R-카드헤린(망막), B-카드헤린 및 T-카드헤린(뇌), M-카드헤린(근육)이 있다. 많은 세포 유형은 카드헤린 종류의 조합을 나타낸다.
세포 외 도메인에는 세포 외 카드헤린 도메인(ECD)이라는 주요 반복 부분이 있다. 세포 외 카드헤린 도메인 사이의 Ca2+ 결합과 관련된 서열은 세포 접착에 필요하다. 세포질 도메인에는 카테닌 단백질이 결합하는 특정 영역이 있다.

#### 셀렉틴
셀렉틴은 푸코실화된 탄수화물(예: 결합을 위한 뮤신)에 의존하는 이종친화성 세포 접착 분자의 패밀리이다. 세 가지 패밀리 구성원은 E-셀렉틴(내피), L-셀렉틴(백혈구), P-셀렉틴(혈소판)이다. 세 가지 셀렉틴에 대해 가장 잘 특성화된 리간드는 모든 백혈구에서 발현되는 뮤신형 당단백질인 P-셀렉틴 당단백질 리간드-1(PSGL-1)이다. 셀렉틴은 여러 역할과 관련되어 있지만 백혈구 유도 및 이동을 돕기 때문에 면역계에서 특히 중요하다.

## 세포 접착 분자의 생물학적 기능
세포 접착 분자의 다양성은 생물학적 환경에서 이러한 단백질의 다양한 기능으로 이어진다. 림프구 유도에 특히 중요한 세포 접착 분자 중 하나는 어드레신이다. 림프구 유도는 강력한 면역계에서 일어나는 핵심 과정이다. 이는 신체의 특정 부위와 기관에 부착된 순환 림프구의 과정을 제어한다. 이 과정은 세포 접착 분자, 특히 MADCAM1이라고도 알려진 어드레신에 의해 고도로 조절된다. 이 항원은 림프구가 내피 세정맥에 조직 특이적 접착을 하는 역할로 알려져 있다. 이러한 상호작용을 통해 순환 림프구를 조정하는데 중요한 역할을 한다.
암 전이, 염증 및 혈전증에서의 CAM 기능은 현재 고려되고 있는 실행 가능한 치료 표적이 된다. 예를 들어 전이성 암세포가 혈관 밖으로 유출되어 2차 부위로 이동하는 능력을 차단한다. 이는 폐에서 발생하는 전이성 흑색종에서 성공적으로 입증되었다. 쥐에서 폐 내피의 세포 접착 분자에 대한 항체를 치료제로 사용했을 때 전이 부위 수가 크게 감소했다.

## 같이 보기
- 세포막
- 세포 이동
- 면역 시냅스
- 트로고사이토시스